# Franz Eilhard Schulze
Franz Eilhard Schulze (Eldena, 1840. március 22. – Berlin, 1921. november 2.) német zoológus. Zoológiai szakmunkákban nevének rövidítése: „Schulze”.

## Életútja
1863-tól magántanár volt a rostocki egyetemen, 1865-től ugyanott az anatómia, később a zoológia rendes tanára. 1873-tól a zoológia tanára Grazban, 1884-től Berlinben.
Nevezetesebb munkái: Die Hautsinnesorgane der Fische und Amphihien; Cordi erphora lacustris, továbbá publikációi a tengeri szivacsoktól és a Hexactinellidák monográfiája (Reports of the expedition of H. M. Ship Challenger).